# یواس‌اس کوتل (ای‌پی‌ای-۱۴۷)
یواس‌اس کوتل (ای‌پی‌ای-۱۴۷) (به انگلیسی: USS Cottle (APA-147)) یک کشتی بود که طول آن ۴۵۵ فوت ۰ اینچ (۱۳۸٫۶۸ متر) بود. این کشتی در سال ۱۹۴۴ ساخته شد.